# 5535 Анафранк
5535 Анафранк је астероид главног астероидног појаса. Открио га је Карл Рајнмут 1942, а назив је 1995. добио по Ани Франк, јеврејској девојчици из Холандије која је умрла у Берген-Белзену. Астероид је коришћен као вежба технике космичког брода Стардаста.
Стардаст је 2. новембра 2002. прелотео поред астероида Анафранк на удаљености од 3079 километара, и измерио димензије астероида, које су се показале дупло већим него очекивано. Албедо астероида није прецизно измерен, али је између 0,18 и 0,24. Период ротације такође је мерен, а предложене вредности су биле 0,5, 0,63 или 0,95 дана, од чега је 0,63 (или 15,12 сати) највероватније.